# アルガルヴェ・カップ2016
アルガルヴェ・カップ2016（英: FPF Algarve Cup 2016）は、ポルトガルサッカー連盟（FPF）が主催し、2016年3月2日から3月9日にかけて行われた第23回目のアルガルヴェ・カップである。

## 出場国
今大会は開催時期がリオデジャネイロオリンピック予選と重なるため、8チームの参加となる。*は五輪出場決定
- ベルギー
- ブラジル*
- デンマーク
- アイスランド
- カナダ*
- ニュージーランド*
- ポルトガル
- ロシア

## 結果

### グループリーグ
- 試合開始時刻は全て西ヨーロッパ時間（UTC+0）

#### グループ A
| 順 | チーム       | 試 | 勝 | 分 | 敗 | 得 | 失 | 差 | 点 |
| -- | ------------ | -- | -- | -- | -- | -- | -- | -- | -- |
| 1  | カナダ       | 3  | 2  | 0  | 1  | 2  | 1  | +1 | 6  |
| 2  | アイスランド | 3  | 2  | 0  | 1  | 6  | 3  | +3 | 6  |
| 3  | ベルギー     | 3  | 1  | 0  | 2  | 3  | 4  | −1 | 3  |
| 4  | デンマーク   | 3  | 1  | 0  | 2  | 3  | 6  | −3 | 3  |

| 2015年3月2日 15:00 |

| アイスランド                                         | 2 - 1 | ベルギー      |
| ヨンスドッティル 5分 · ブリニャルスドッティル 90+2分 |       | カイマン 42分 |

| エスタディオ・ムニシパル（ラゴス） 主審: レディヤ・タフェッセ |

| 2015年3月2日 15:00 |

| カナダ | 0 - 1 | デンマーク    |
|        |       | ナディム 55分 |

| エスタディオ・ムニシパル（アルブフェイラ） 主審: オルガ・ミランダ |

| 2015年3月4日 15:00 |

| カナダ        | 1 - 0 | ベルギー |
| クラーク 53分 |       |          |

| エスタディオ・ムニシパル（サント・アントニオ） 主審: サンドラ・ブラス |

| 2015年3月4日 15:00 |

| デンマーク    | 1 - 4 | アイスランド                                                                          |
| ナディム 53分 |       | ソルヴァルスドッティル 11分 · オマルスドッティル 12分 · マグヌスドッティル 56分, 90分 |

| エスタディオ・ベラ・ヴィスタ（パルシャル） 主審: トゥポウ・パティア |

| 2015年3月7日 18:30 |

| デンマーク        | 1 - 2 | ベルギー                                   |
| サンヴェイ 90+3分 |       | （セーレンセン） 43分 (OG) · カイマン 86分 |

| エスタディオ・ムニシパル（アルブフェイラ） 主審: アイェ・テイン |

| 2015年3月7日 18:30 |

| カナダ        | 1 - 0 | アイスランド |
| ベッキー 41分 |       |              |

| エスタディオ・ムニシパル（ラゴス） 主審: モニカ・ムラルチク |

#### グループ B
| 順 | チーム           | 試 | 勝 | 分 | 敗 | 得 | 失 | 差 | 点 |
| -- | ---------------- | -- | -- | -- | -- | -- | -- | -- | -- |
| 1  | ブラジル         | 3  | 3  | 0  | 0  | 7  | 1  | +6 | 9  |
| 2  | ニュージーランド | 3  | 1  | 1  | 1  | 1  | 1  | 0  | 4  |
| 3  | ロシア           | 3  | 1  | 1  | 1  | 1  | 3  | −2 | 4  |
| 4  | ポルトガル       | 3  | 0  | 0  | 3  | 1  | 5  | −4 | 0  |

| 2015年3月2日 18:00 |

| ポルトガル | 0 - 1 | ロシア          |
|            |       | マカレンコ 58分 |

| エスタディオ・ムニシパル（アルブフェイラ） 主審: サラ・ペーション |

| 2015年3月2日 18:30 |

| ブラジル        | 1 - 0 | ニュージーランド |
| デビーニャ 20分 |       |                  |

| エスタディオ・ムニシパル（ラゴス） 主審: マリアネラ・アラジャ |

| 2015年3月4日 18:30 |

| ニュージーランド | 0 - 0 | ロシア |
|                  |       |        |

| エスタディオ・ベラ・ヴィスタ（パルシャル） 主審: アイェ・テイン |

| 2015年3月4日 20:00 |

| ポルトガル    | 1 - 3 | ブラジル                                      |
| T.ピント 30分 |       | クリスチアニ 17分 · マルタ 22分 · ラケル 74分 |

| エスタディオ・ムニシパル（サント・アントニオ） 主審: モニカ・ムラルチク |

| 2015年3月7日 15:00 |

| ブラジル                                            | 3 - 0 | ロシア |
| フォルミガ 51分 · ビア 66分 · タイース・ゲデス 89分 |       |        |

| エスタディオ・ムニシパル（ラゴス） 主審: サンドラ・ブラス |

| 2015年3月7日 15:00 |

| ポルトガル | 0 - 1 | ニュージーランド |
|            |       | ハーン 78分      |

| エスタディオ・ムニシパル（アルブフェイラ） 主審: レディヤ・タフェッセ |

### 順位決定戦

#### 7位決定戦
| 2015年3月9日 15:00 |

| デンマーク                                 | 3 - 1 | ポルトガル      |
| S.ニールセン 4分, 11分 · ラスムッセン 81分 |       | Di・シルバ 73分 |

| エスタディオ・ベラ・ヴィスタ（パルシャル） 主審: トゥポウ・パティア |

#### 5位決定戦
| 2015年3月9日 14:00 |

| ベルギー                                                                               | 5 - 0 | ロシア |
| ヴレルト 18分 · カイマン 42分, 73分 · スクレイヴェルス 51分 · カウテレールス 61分 (PK) |       |        |

| エスタディオ・ムニシパル（サント・アントニオ） 主審: マリアネラ・アラジャ |

#### 3位決定戦
| 2015年3月9日 17:30 |

| アイスランド              | 1 - 1 | ニュージーランド |
| A.ハウクスドッティル 27分 |       | ハーン 70分      |
|                           | PK戦  |                  |
|                           | 6 - 5 |                  |

| エスタディオ・ムニシパル（サント・アントニオ） 主審: オルガ・ミランダ |

#### 決勝戦
| 2015年3月9日 18:30 |

| カナダ                            | 2 - 1 | ブラジル                    |
| ザドルスキー 60分 · ベッキー 67分 |       | アンドレッサ・アウベス 90分 |

| エスタディオ・ベラ・ヴィスタ（パルシャル） 主審: サラ・ペーション |

## 優勝国
| アルガルヴェ・カップ2016優勝 |
| ---------------------------- |
| · カナダ · 初優勝            |

## 得点ランキング
| 順位 | 選手名                               | 得点数 |
| ---- | ------------------------------------ | ------ |
| 1    | ジャニス・カイマン                   | 4      |
| 2    | ジャニー・ベッキー                   | 2      |
| 2    | ホルムフリーズル・マグヌスドッティル | 2      |
| 2    | アンバー・ハーン                     | 2      |
| 2    | サンネ・トロエルスガール・ニールセン | 2      |
| 2    | ナディア・ナディム                   | 2      |

## 表彰
| 賞             | 受賞者                 |
| -------------- | ---------------------- |
| 大会最優秀選手 | カデイシャ・ブキャナン |
| フェアプレー賞 | デンマーク             |